# Trygvi Samuelsen
Samuel Georg Trygve Samuelsen (født 16. september 1907 i Fuglafjørður, død 19. februar 1985 i Tórshavn) var en færøsk sagfører og politiker (SB).

## Karriere
Samuelsen blev født i Fuglafjørður i 1907, som søn af politikeren Andrass Samuelsen og Beate Emilie Lindenskov. Han var bror til Georg L. Samuelsen, samt onkel til Lisbeth L. Petersen. Han blev døbt Samuel Georg Trygve Samuelsen, men blev kendt under det færøske Trygvi. Han tog examen artium ved Sorø Akademi i 1926, og var cand.jur. fra 1933. Samuelsen var konstitueret sysselmand på Eysturoy fra 1933, sagførerfuldmægtig i Tórshavn fra 1934, og sagfører samme sted fra 1938. Fra 1956 var han islandsk konsul på Færøerne.
Han var kommunalbestyresesmedlem i Tórshavnar kommuna 1936–1964. Samuelsen repræsenterede Sambandsflokkurin i Lagtinget 1943–1946 og 1949–1974, indvalgt fra Suðurstreymoy. Han var partiformand 1970–1974, og efterfulgte da Johan Poulsen før han fire år senere selv gav formandshvervet videre til Pauli Ellefsen.